# Зыкова, Ирина Владимировна
Ирина Владимировна Зыкова (6 марта 1983, Копейск, Челябинская область) — российская профессиональная баскетболистка, нападающая. Кандидат в мастера спорта России. Лучший игрок «Нефтяника» сезона 2009/2010 по версии омских журналистов.
Ранее занималась лёгкой атлетикой (кандидат в мастера спорта по пятиборью). В профессиональный баскетбол попала во многом случайно, однако за достаточно короткий срок стала одной из лучших баскетболисток России. В команде носит прозвище «Королева подборов». Отличается классной игрой «под щитом».